# Хорова музика
Хорова музика — музичні твори, призначені для хорового виконання. Хоровий спів буває одноголосий і багатоголосий, з музичним супроводом або без нього — а капела. Це наймасовіший вид музичного мистецтва.
Професійне хорове мистецтво відоме з часів Стародавньої Греції. Воно здавна було невід'ємною частиною відправлення релігійних культів. Перші співочі школи засновано в Римі (V століття).

## Церковна хорова музика в Україні
Хорова музика в Україні розвивалася у тісному зв'язку з церквою. У церкві східного обряду хоровий спів практикується без супроводу музичних інструментів, унаслідок чого українська церковна хорова музика була й довгий час залишилася музикою для хору a capella. Саме тому в українській музиці саме хорова музика перебрала на себе функції, які у західноєвропейській музиці виконувала музика інструментальна.

### Середньовіччя (монодія)
Рання хорова церковна музика була монодичною у церквах як візантійського, так і римського обряду. В Україні цей тип співу представлений середньовічною монодією, що отримала назву «знаменний розспів». Київська Русь запозичила з Візантії сувору регламентацію співів і молитов, які повинні виконуватися на різних Службах: вечірній, всенічній, ранковій та Літургії відповідно до церковного календаря, що розпочинався 1 вересня, а закінчувався 31 серпня. На кожне свято виконувалися відповідні молитви і співи. З Візантії прийшла й практика використання в Службі трьох хорів; двох хорів співаків та хору прихожан. Найпоширенішими жанрами церковної музики були псалми, гімни, антифони (почерговий спів двох хорів), кондаки, тропарі, канони, стихири. Деякі жанри з часом міняли свою специфіку (кондаки, тропарі). Усі ці жанри мають візантійське походження і були запозичені Київською митрополією. Відповідно до церковних жанрів у Візантії сформувалися певні типи церковноспівочих книг. До найдавніших (VIII ст.) відносяться «Стихирарій» (збірник стихир) та «Ірмолог» (збірник ірмосів канонів церковних свят, розташованих у системі восьмигласся).

### Бароко (партесний спів)
Наприкінці XVI століття в Україні виник новий тип церковного співу — багатоголосний ансамблевий (хоровий) партесний спів, який протягом другої половини XVII ст. і першої половини XVIII ст. поширився також у Росію. Основним жанром професійної музики того часу став одночастинний партесний концерт. Кількість голосів варіювалася від простого три- і чотириголосся до складнішого восьми- та дванадцятиголосся, які стали типовими наприкінці XVII століття. Подеколи композитори доходили до 18 і більше голосів.
Серед найвидатніших композиторів партесної музики в Україні — Микола Дилецький, Симеон Пекалицький, Іван Домарацький, Герман Левицький та ін.
Про багатство репертуару української партесної (хорової) музики того часу свідчить збережений список нот Львівського братства (1697 р.), в якому названо 396 партесних композицій, зокрема 151 концерт і 56 літургій.
Якщо порівнювати партесний концерт із західноєвропейськими музичними жанрами того ж часу, то можна помітити чіткі аналогії між жанрами партесного концерта і concerto grosso.

### Класицизм (хоровий концерт)
У другій половині XVIII століття на зміну партесному співові приходить новий жанр духовного хорового циклічного концерта, що в професійній музиці письмової традиції знаменує перехід від естетики Бароко до естетики Класицизму. З'являється нове покоління композиторів церковної хорової музики: Максим Березовський, Дмитро Бортнянський та Артем Ведель. Починаючи із творів цих композиторів як панівний склад хору в українській хоровій музиці усталилося чотироголосся.
Якщо порівнювати хоровий концерт із західноєвропейськими музичними жанрами того ж часу, то можна помітити чіткі аналогії між жанрами хорового концерта і симфонії.

## Світська хорова музика в Україні
Розвиток світської хорової музики в Україні почався в першій половині ХІХ століття. Величезним вкладом у неї була творчість Миколи Лисенка, головно на полі оригінальної творчості, зокрема й широкорозбудованих хорово-оркестрових кантат та хорових обробок народних пісень.
Після Лисенка визначними творцями хорової музики були: Микола Леонтович, Кирило Стеценко, Олександр Кошиць, Станіслав Людкевич, Пилип Козицький, Борис Левитський та ін.
У творчості українських композиторів 1920—1960-х хорова музика відійшла на другий план, але у молодших представників сьогочасної музики (Леся Дичко, Іван Карабиць) вона знову набирає ваги.